# كأس سين هون 2015
كأس سين هون 2015 هو موسم من كأس سين هون. كان عدد الأندية المشاركة فيه 27، وفاز فيه نادي سفاي رينغ.